# Diourbelia diopsisi
Diourbelia diopsisi är en stekelart som beskrevs av Jean Risbec 1956. Diourbelia diopsisi ingår i släktet Diourbelia och familjen puppglanssteklar.
Artens utbredningsområde är Kamerun. Inga underarter finns listade i Catalogue of Life.